# Sony Music Publishing
Sony/ATV Music Publishing là một nhà xuất bản âm nhạc Mỹ thuộc sở hữu của Sony Entertainment. Nó có danh mục xuất bản âm nhạc lớn nhất thế giới, với 4,53 triệu bài hát được sở hữu và quản lý vào ngày 31 tháng 3 năm 2019. Công ty được thành lập vào năm 1995 với sự hợp nhất của Sony Music Publishing và ATV Music, thuộc sở hữu của nghệ sĩ giải trí Michael Jackson. Jackson đã mua ATV Music, bao gồm danh mục bài hát Lennon-McCartney, năm 1985.
Vào năm 2012, một tập đoàn đầu tư do Sony / ATV Music Publishing dẫn đầu đã mua EMI Music Publishing để trở thành nhà quản trị xuất bản âm nhạc lớn nhất thế giới, với thư viện gồm hơn ba triệu bài hát. Vào năm 2016, Sony đã mua 50% cổ phần của Jackson trong Sony / ATV.
Vào tháng 8 năm 2019, quản lý của Sony / ATV Music Publishing và Sony Music Entertainment đã được sáng lập dưới Tập đoàn Sony Music mới thành lập.